# Orazio Baglioni
Orazio Baglioni (Perugia, 1493 – Napoli, 22 maggio 1528) è stato un nobile e condottiero italiano, signore di Perugia.

## Biografia
Appartenente alla famiglia Baglioni, assunse il comando delle Bande Nere alla morte di Giovanni de' Medici, avvenuta nel 1526. Papa Clemente VII lo ritenne responsabile dei torbidi che agitavano Perugia, arrivando a rinchiuderlo nel Castel Sant'Angelo. Nel 1527, però, quando Roma fu assediata prima del sacco, gli affidò la difesa della città. Morì durante l'assedio di Napoli a causa di un'imboscata.